# Nuvoli N.5
Il Nuvoli N.5, costruito nel febbraio del 1933, è stato un monoplano monoposto da turismo veloce ad ala bassa realizzato dall'azienda Laboratorio Artigianale Aeronautico fondata nel 1932 a Borgo San Paolo a Torino dal capitano ingegnere Prospero Nuvoli. Dal velivolo, che fu capostipite di una fortunata serie di aerei da turismo, derivarono modelli che ottennero all'epoca riconoscimenti internazionali in prove di velocità.
I modelli derivati furono: 
- Nuvoli N.5R
- Nuvoli N.5RR
- Nuvoli N.5T
- Nuvoli N.5Cab
- Nuvoli N.5Aq
- Nuvoli ND 6.6

Nel 1938 Prospero Nuvoli cedette la propria azienda alla Società Nazionale Officine di Savigliano, per poter continuare il proprio impegno di militare, ponendo così fine ad un'avventura artigianale dai notevoli risultati aeronautici.

## Storia del progetto

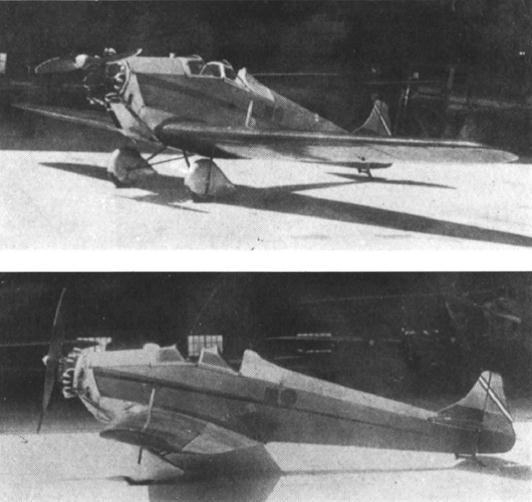
Il Nuvoli N.5R

In conseguenza di una scommessa fatta, e vinta, con il senatore Giovanni Agnelli, e per la delusione della successiva mancata costruzione in serie del Fiat N.3, il brillante ingegner Nuvoli decise di iniziare in proprio la costruzione di velivoli derivati dal N.3. Riprendendone la formula costruttiva diede vita a varie versioni di velivoli che ebbero modo di primeggiare in competizioni internazionali di velocità nella categoria di appartenenza.
Il Nuvoli N.5 conquistò, nella categoria velivoli biposto fino a 280 kg, cinque record mondiali:
- distanza in linea retta,
- velocità sui 100 km e sui 500 km,
- di altezza 2 volte.

## Tecnica

### Struttura

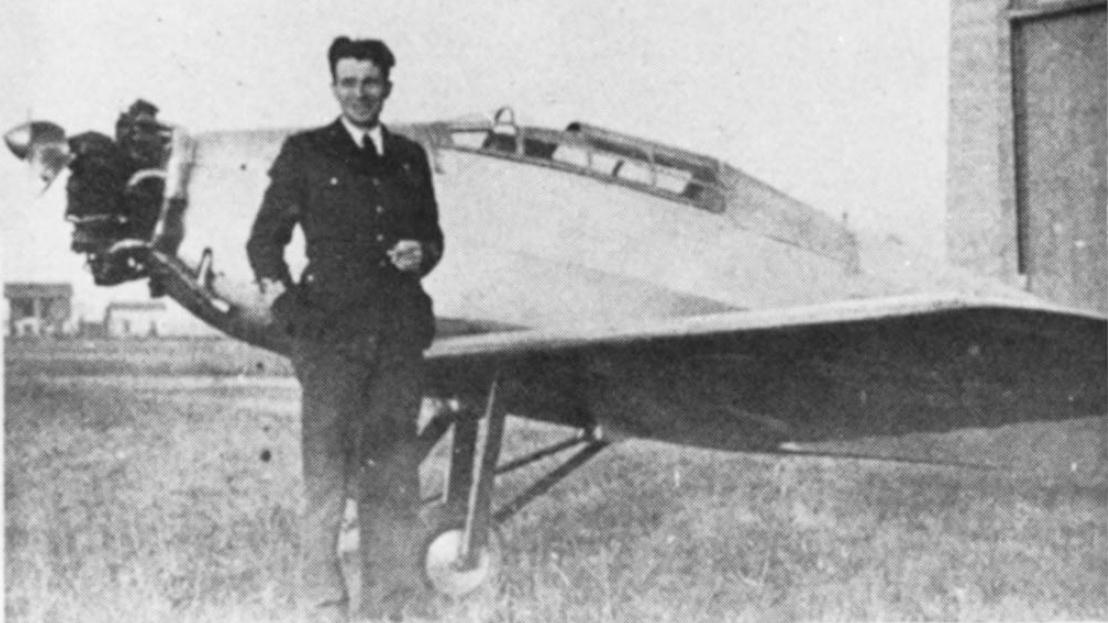
Il capitano Nuvoli e il suo N.5RR

Il Nuvoli N.5 era un monoplano monoposto da turismo veloce ad ala bassa, a struttura mista in legno e duralluminio, costruito nel 1933 in un unico esemplare presso il Laboratorio Artigianale Aeronautico di Borgo San Paolo a Torino. 
A differenza del predecessore Fiat N.3 la struttura della fusoliera del Nuvoli N.5 era in tubi di acciaio saldati, con rivestimento in compensato. Le ali erano costruite in un solo pezzo con struttura lignea come il Fiat N.3 seppure più corte.
La fusoliera, più corta rispetto al Nuvoli N.3, aveva una sezione ovale.

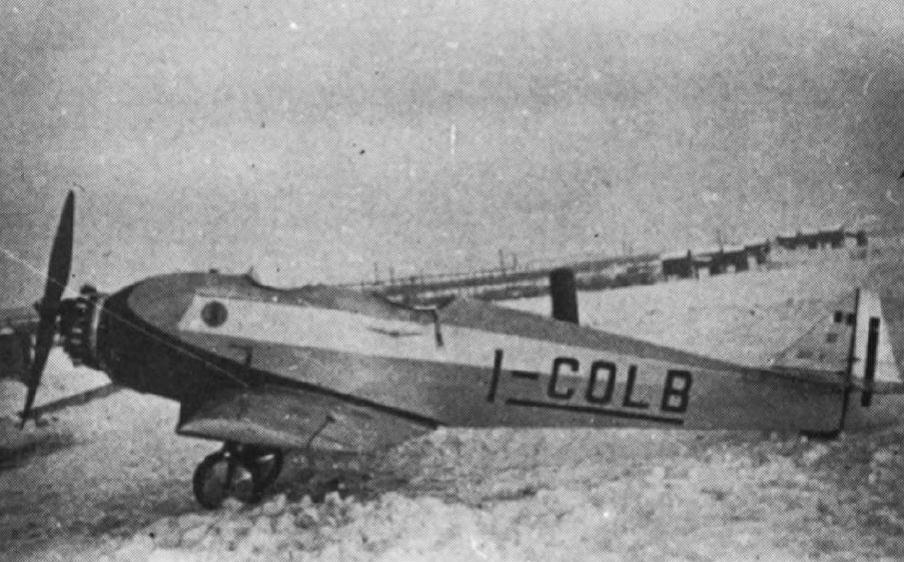
Il Nuvoli N.5-T di profilo

Le ali, non molto allungate a tutto sbalzo, con due longheroni longitudinali erano fissate su un pianetto della cellula della fusoliera con bulloni e piastre di fissaggio. I longheroni erano del tipo a scatola a larghezza costante e altezza variabile. Le centine erano in legno di pioppo e tutta l'ala era rivestita in compensato incollato e inchiodato.
Gli impennaggi erano in legno a profilo spesso, senza tiranti. Il timone di coda era in due pezzi fissati in blocco con la fusoliera, mentre la deriva era solidamente fissata alla fusoliera.
Il carrello d'atterraggio in duralluminio era fisso, a carreggiata larga e ammortizzato; le ruote non avevano parafanghi e non erano frenate per la bassa velocità di atterraggio prevista; il pattino posteriore era in acciaio, ammortizzato e smontabile facilmente.

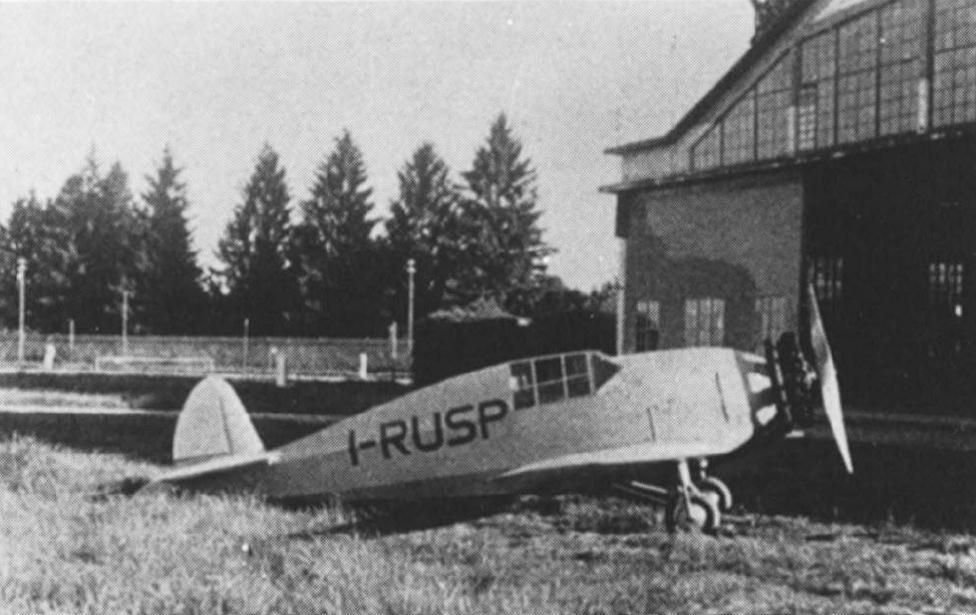
Il Nuvoli N.5Cab

Il motore era collegato alla fusoliera grazie ad un tronco di cono portante in alluminio sagomato con opportune nervature di rinforzo, il tronco di cono era poi inchiodato alla stessa fusoliera. Inoltre, una camera stagna separava la sezione motore dalla sezione del pilota nella fusoliera.
Il serbatoio del carburante era disposto anteriormente alla cabina di pilotaggio ed era unico, mentre il radiatore dell'olio era parzialmente fuori sagoma nella fusoliera per un migliore raffreddamento. Il sistema dei tiranti di comando era molto diretto senza complessi leveraggi, cosa che conferiva ampia sensibilità al pilota. La strumentazione di bordo era molto essenziale. Il posto del pilota era anteriore e godeva di una eccezionale visibilità; il passeggero era posto in tandem posteriormente al pilota.

### Motore

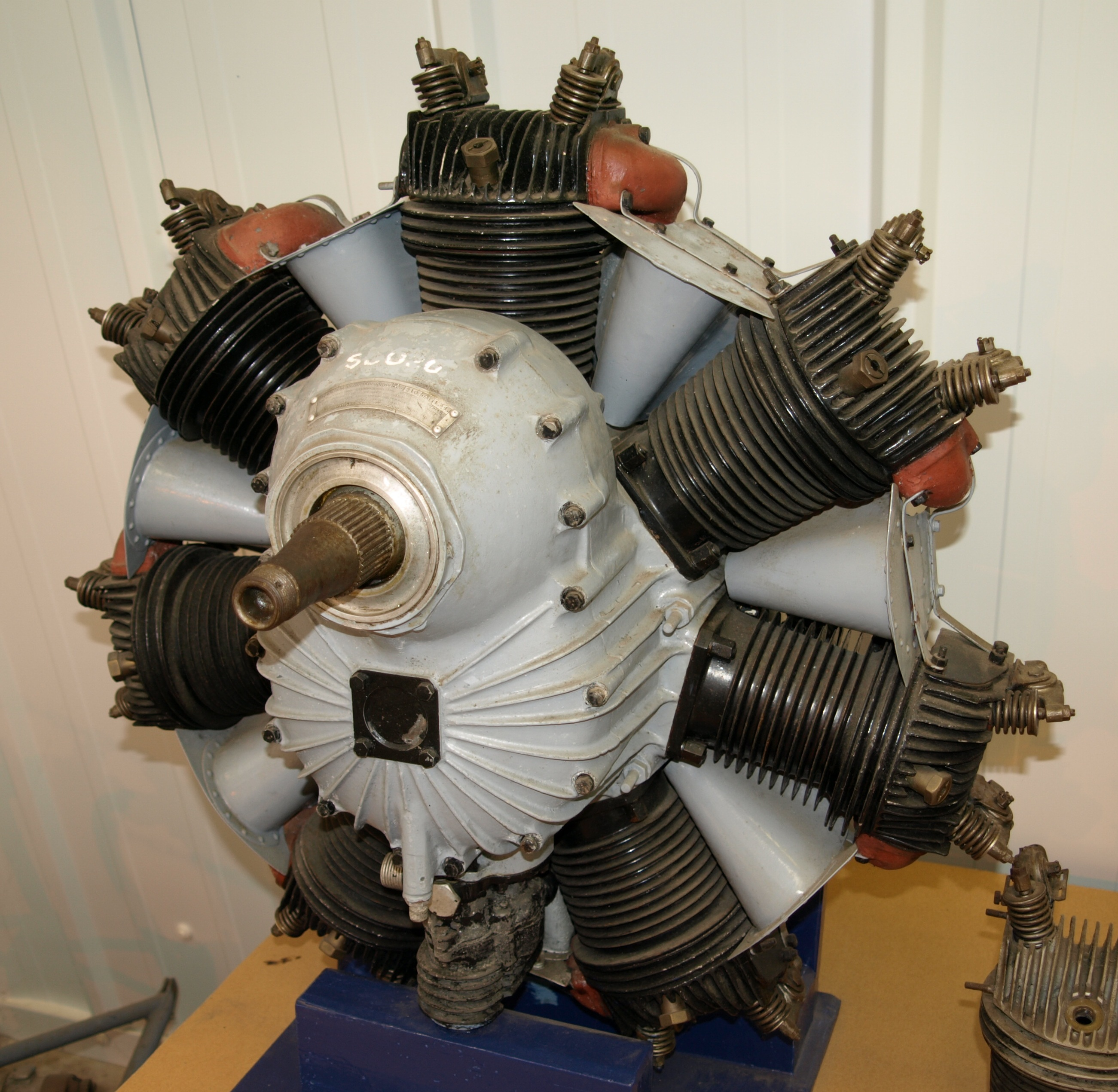
Il Pobjoy R montato sul Nuvoli N.5

Il motore utilizzato era un Pobjoy R da 75 hp, comprato usato. Questo era un motore aeronautico radiale 7 cilindri a singola stella raffreddato ad aria, costruito dall'azienda britannica Pobjoy Airmotors & Aircraft, Ltd. nel 1926.
Le sue dimensioni, compatte per un motore radiale, ed il suo elevato numero di giri al minuto lo rendevano particolarmente adatto per l'utilizzo nei velivoli leggeri e sperimentali come il Nuvoli N.5.

## Versioni

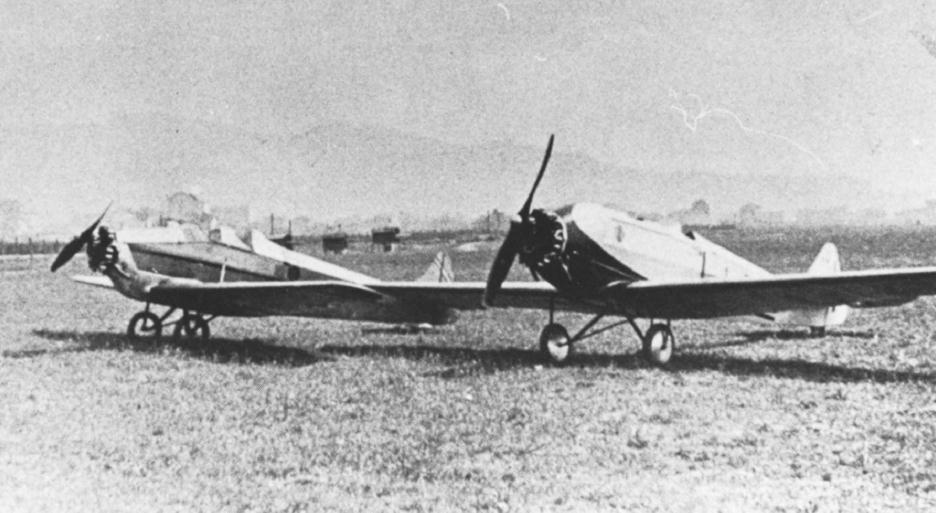
Il Nuvoli N.5T a destra e a sinistra il Nuvoli N.5R.

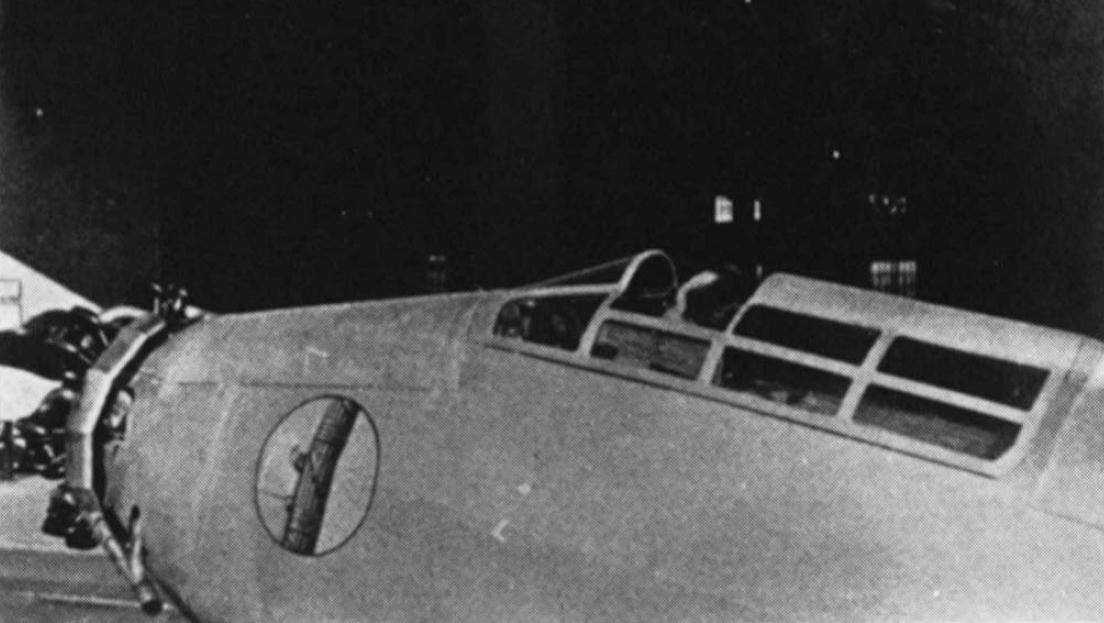
Il Nuvoli N.5-RR (particolare).

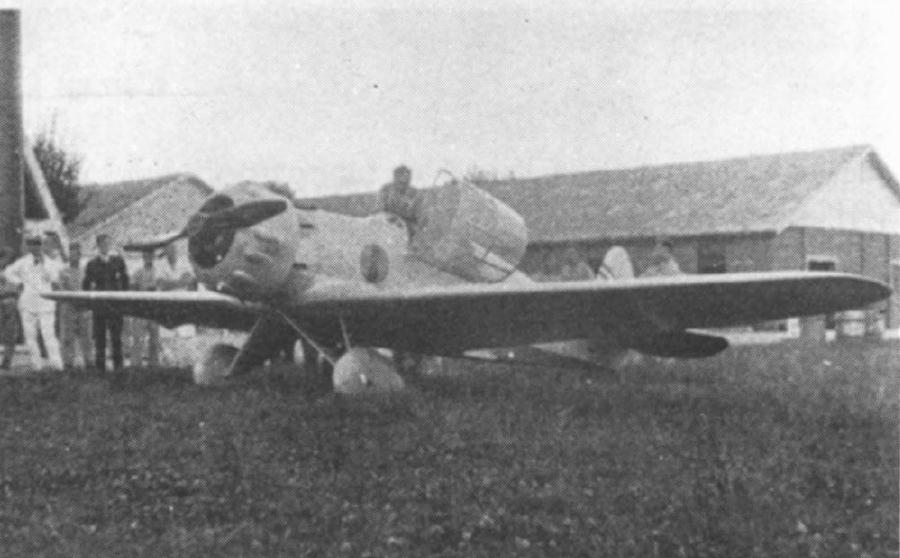
Il Nuvoli N.5Aq versione addestramento militare di alta quota.

Il Nuvoli 5.N prodotto in un solo esemplare diede origine ad una serie di velivoli derivati, prodotti in piccolissima serie, dalle qualità indubbie.
- Nuvoli N.5R biposto a posti scoperti con doppi comandi e ruote carenate. La R in onore di primati ottenuti.
- Nuvoli N.5RR biposto a posti coperti, con doppi comandi e ruote carenate; con aerodinamica migliorata ed ali più piccole.
- Nuvoli N.5T biposto a posti scoperti con la fusoliera ridisegnata, motorizzato con un Pobjoy 90 Hp, venduto a 38 000 lire dell'epoca, venne costruito in due esemplari (I-COLB e I-MAFF).
- Nuvoli N.5Cab con cabina a più posti (aereo executive), costruito in due esemplari (immatricolati rispettivamente I-RUSP e I-NUBE). Il primo con elica in legno e motore Fiat A.54 da 140 CV; il secondo con elica metallica ed ali ripiegabili. Quest'ultimo fu coinvolto in un incidente mortale durante il Raduno del Littorio del 1935.[2]
- Nuvoli N.5Aq veicolo sperimentale da addestramento ad alta quota (Aq), costruito su richiesta del Ministero dell'Aeronautica (MM298).[2] Disponeva di copriruota metallici, cappottatura NACA tipo Magni del motore, e motore Fiat A.70 con elica metallica. Questo fu l'ultimo velivolo costruito, nel 1938, dal Laboratorio Artigianale Aeronautico, poiché (come detto) il suo titolare dovette impegnarsi a tempo pieno nel ruolo di ufficiale del genio militare.
- Nuvoli ND 6.6 fu il progetto di un bimotore progettato da Nuvoli e costruito successivamente dalla Società Nazionale Officine di Savigliano che rilevarono il Laboratorio Artigianale Aeronautico.

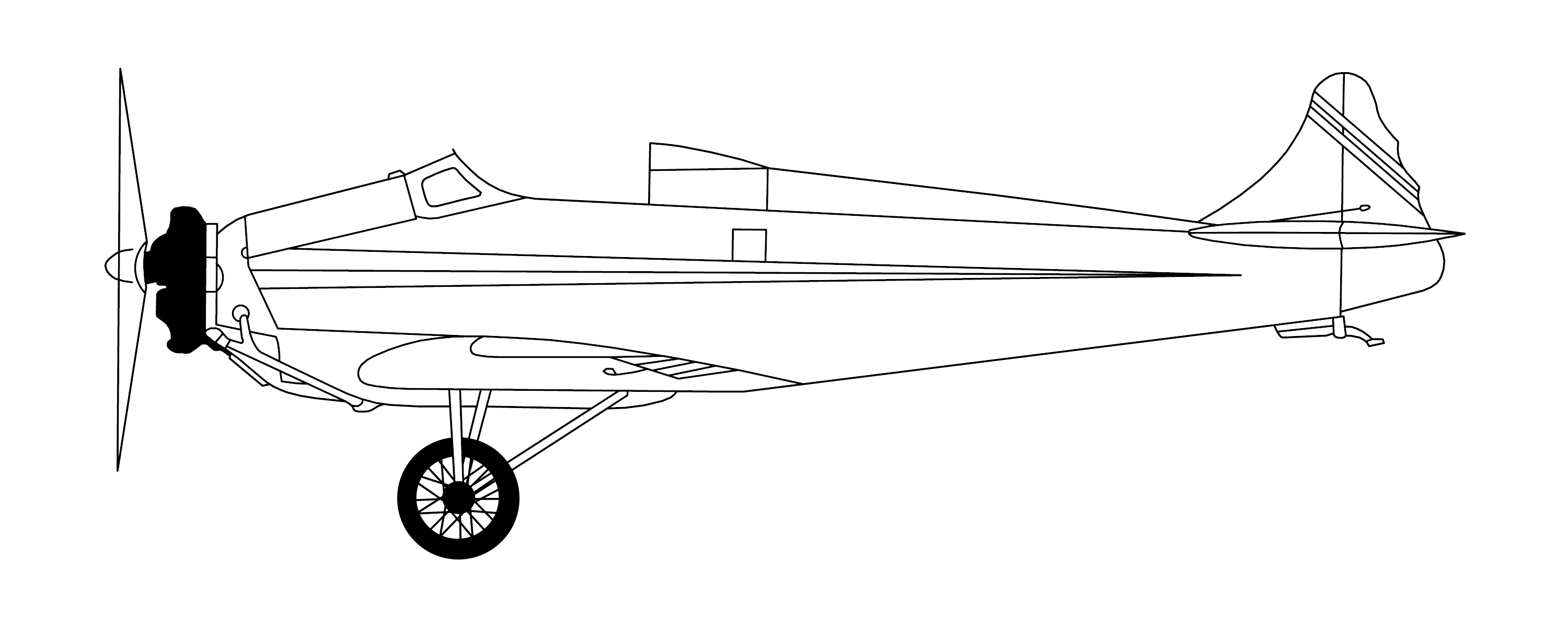
Nuvoli N.5
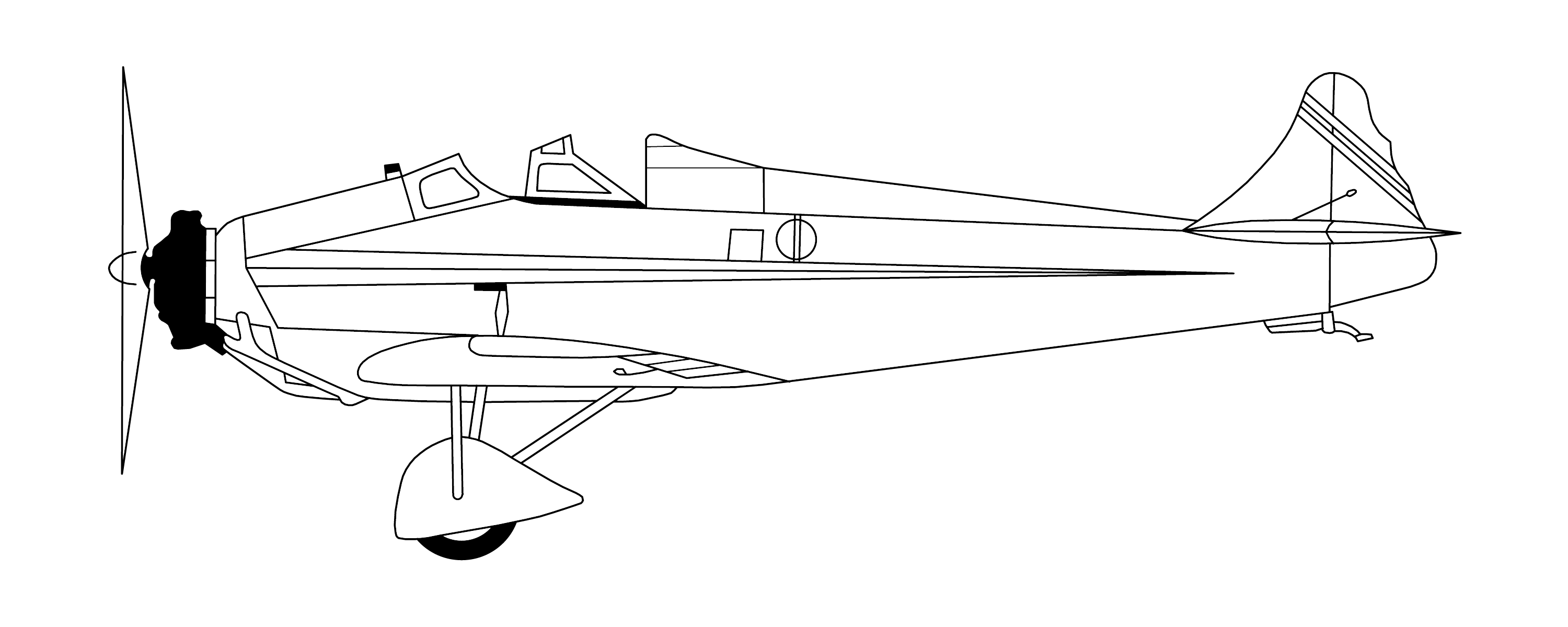
Nuvoli N.5R
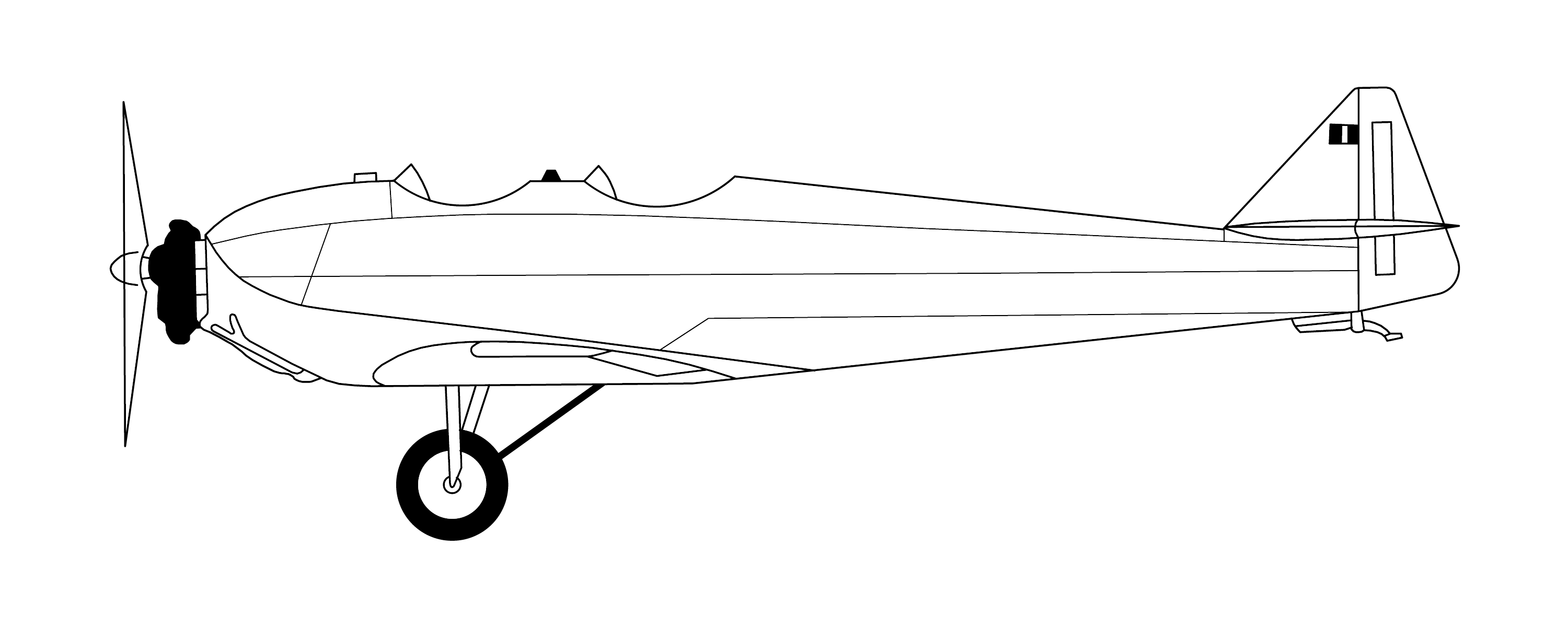
Nuvoli N.5T
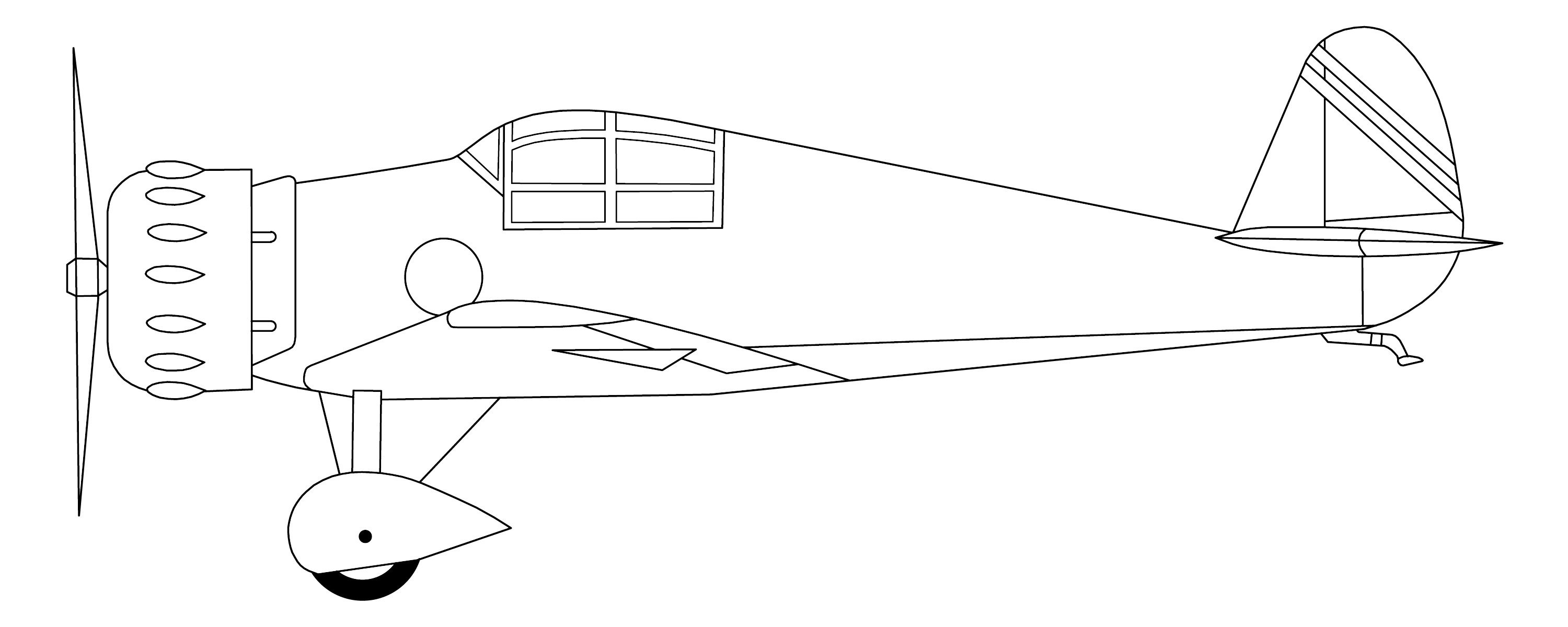
Nuvoli N.5Aq

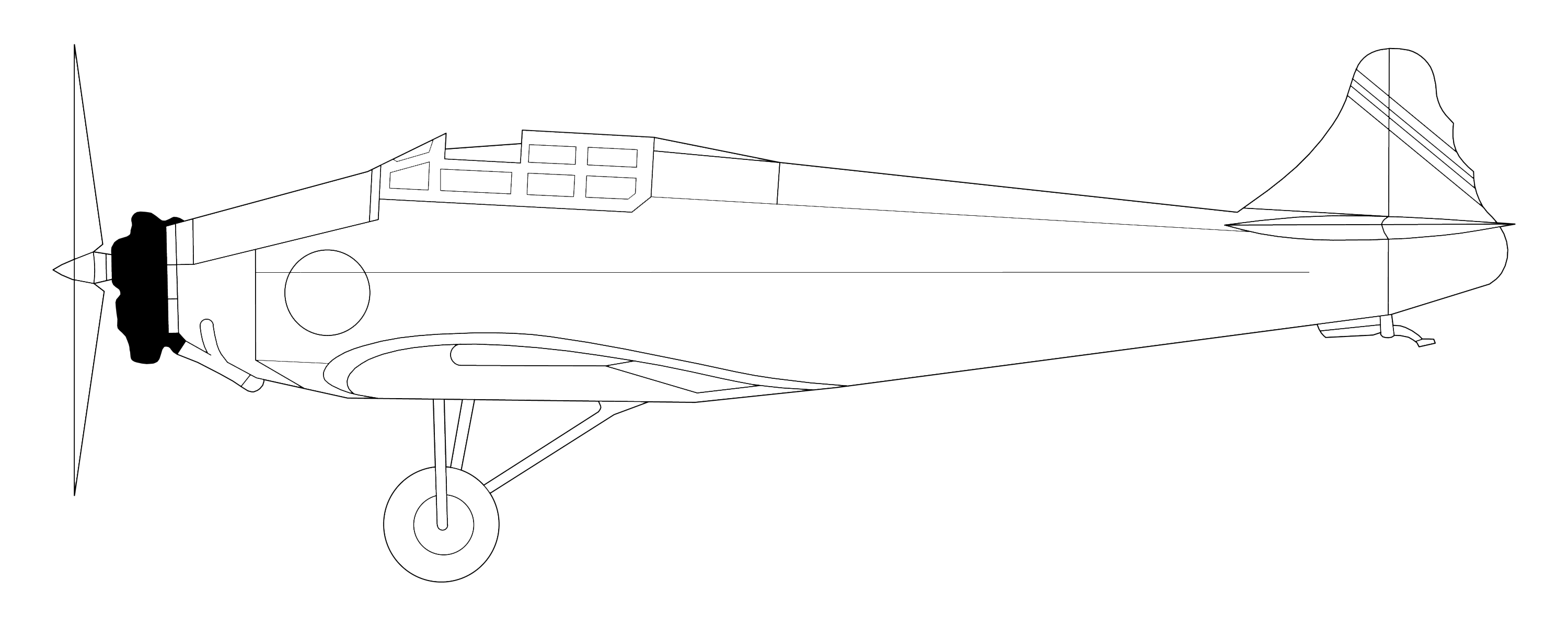
Nuvoli N.5RR
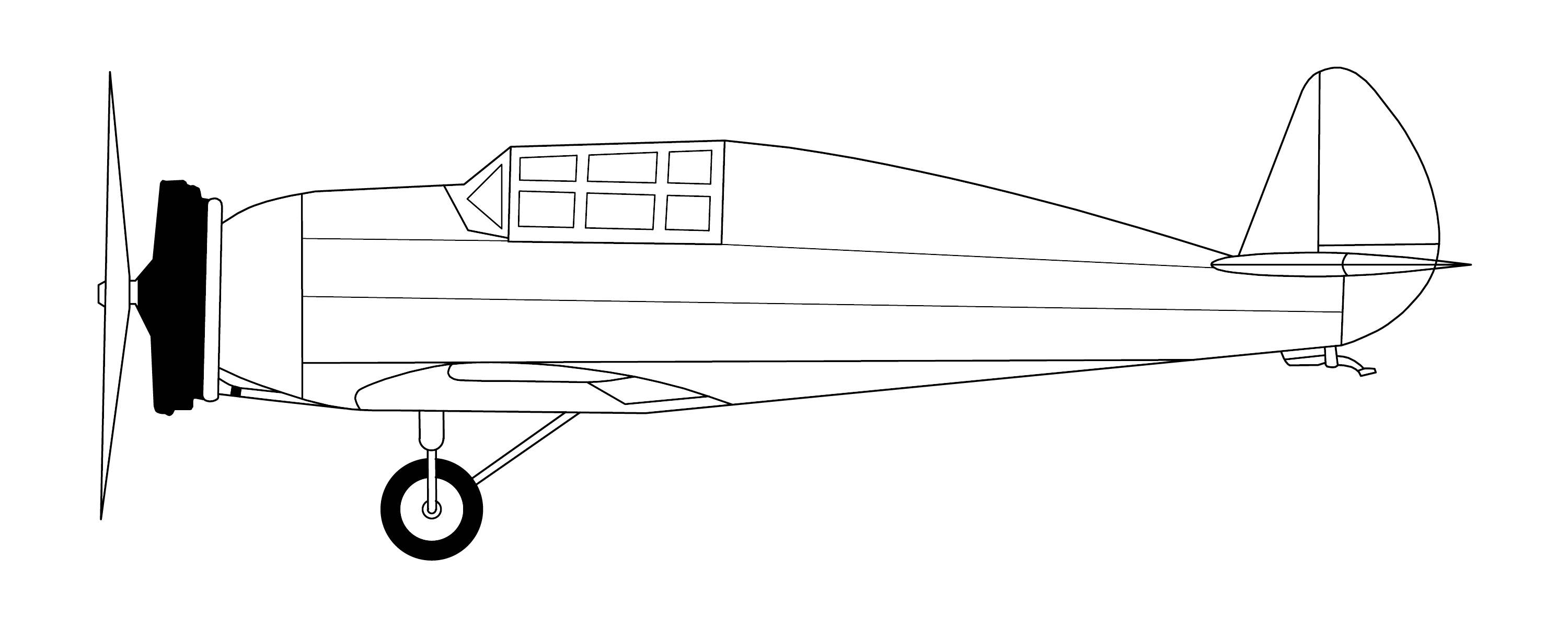
Nuvoli N.5Cab I-RUSP
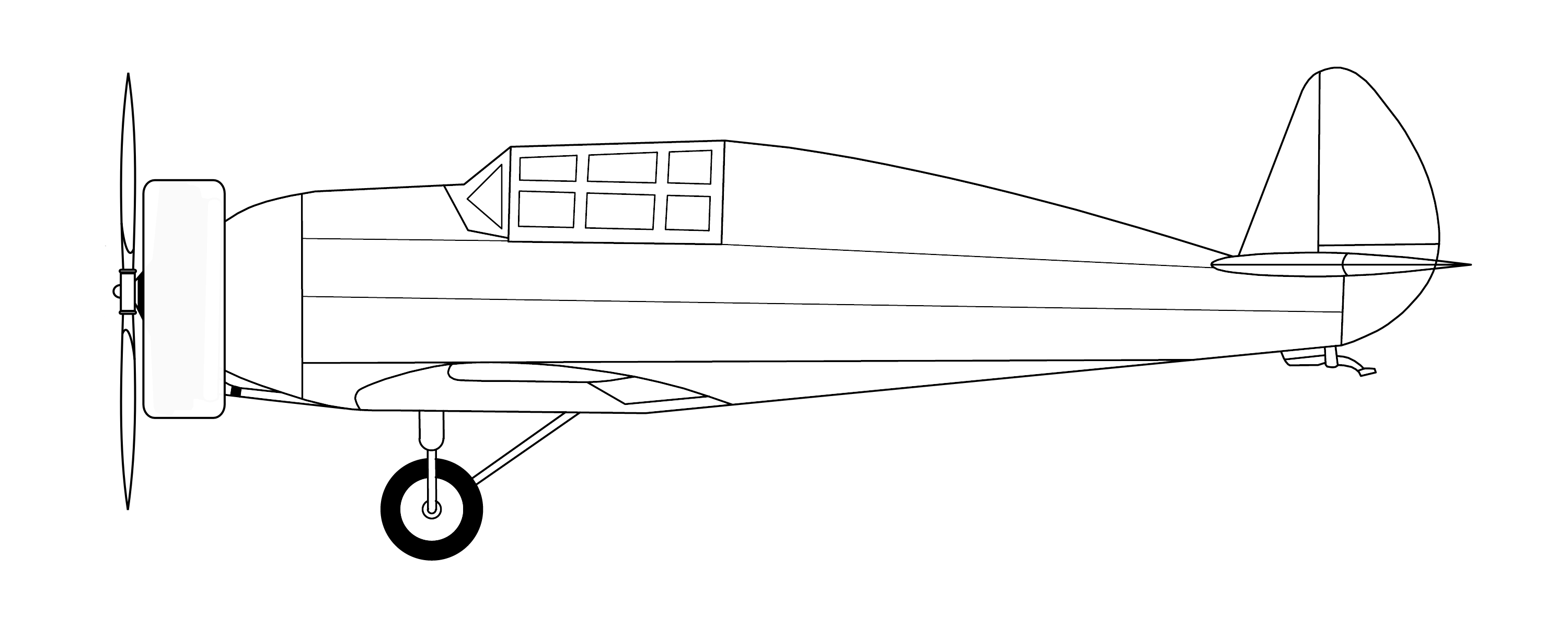
Nuvoli N.5-Cab I-NUBE
Nuvoli ND 6.6

## Primati

### Nuvoli N.5
I record ottenuti dal Nuvoli N.5 sono stati:
1. il 24 aprile del 1935 raggiunse il record di distanza in linea retta con 886 km con a bordo il pilota Sebastiano Bedendo di Rovigo (medaglia d'argento e di bronzo della prima guerra mondiale) e il capitano ingegnere Nuvoli come passeggero;
2. il 16 giugno 1935 record di velocità sulla distanza di 100 km con 196,94 km/h; con a bordo Boncompagni pilota e Nuvoli come passeggero;
3. il 17 giugno 1935 record di velocità sulla distanza di 500 km con 189,57 km/h; con a bordo Ludovisi pilota e Nuvoli come passeggero in 4 ore e 56 minuti;
4. il 2 ottobre 1935 record di altezza con 6 475 m di quota con la coppia Zappetta e Curti;
5. il 2 dicembre 1935 record di altezza con 6 951 m di quota con la coppia Zappetta e Ragusa.

### Nuvoli N.5RR
I record ottenuti dal Nuvoli N.5-RR sono stati:
1. il 16 febbraio 1935 con la versione N.5RR fu riconquistato il record di velocità sulla distanza di 100 km con 222,58 km/h; con a bordo Sebastiano Bedendo pilota e Nuvoli come passeggero;
2. il 17 febbraio 1935 record di velocità sulla distanza di 500 km con 213,68 km/h; con a bordo Bedendo pilota e Nuvoli come passeggero in 4 ore e 56 minuti.

In occasione del secondo record di distanza sui 500 km il pilota Bedendo e Nuvoli, partiti da Cinisello Balsamo, non trovarono la commissione del R.A.C. ad attenderli perché questi, per le proibitive condizioni meteorologiche, ritennero che i due aviatori avessero rinunziato alla prova. Se non si fosse trovato a Brindisi, luogo di arrivo della prova, il comandante dell'aeroporto di San Vito dei Normanni, che poté compilare e vidimare il foglio di volo, il record non sarebbe stato omologato.